# Nhóm ngôn ngữ Kipchak
Nhóm ngôn ngữ Kipchak (còn được gọi là Kypchak, Qypchaq hay Turk Tây Bắc) là một nhánh của ngữ hệ Turk được sử dụng bởi khoảng 31,3 triệu người ở phần lớn Trung Á và Đông Âu, trải dài từ Ukraina đến Trung Quốc. Một số ngôn ngữ được sử dụng rộng rãi nhất trong nhóm này là tiếng Kazakh, tiếng Kyrgyz và tiếng Tatar.

## Ngôn ngữ Kipchak theo số người bản ngữ
Ngữ hệ Turk bao gồm ít nhất 35 ngôn ngữ được ghi chép lại, được sử dụng bởi các dân tộc Turk. Số lượng người nói từ thống kê hoặc ước tính (2019) và được làm tròn:
| Số thứ tự | Tên                   | Tình trạng             | Số người bản ngữ | Nước chính |
| --------- | --------------------- | ---------------------- | ---------------- | ---------- |
| 1         | Tiếng Kazakh          | Bình thường            | 14.000.000       | Kazakhstan |
| 2         | Tiếng Tatar           | Bình thường            | 5.500.000        | Nga        |
| 3         | Tiếng Kyrgyz          | Bình thường            | 5.000.000        | Kyrgyzstan |
| 4         | Tếng Bashkir          | Bị đe dọa              | 1.500.000        | Nga        |
| 5         | Tiếng Karakalpak      | Bình thường            | 650.000          | Uzbekistan |
| 6         | Tiếng Tatar Krym      | Bị đe dọa nghiêm trọng | 600.000          | Ukraina    |
| 7         | Tiếng Kumyk           | Bị đe dọa              | 450.000          | Nga        |
| 8         | Tiếng Karachay-Balkar | Bị đe dọa              | 400.000          | Nga        |
| 9         | Tiếng Tatar Siberia   | Nguy cấp               | 100.000          | Nga        |
| 10        | Tiếng Nogai           | Nguy cấp               | 100.000          | Nga        |
| 11        | Tiếng Krymchak        | Rất nguy cấp           | 200              | Israel     |
| 12        | Tiếng Karaim          | Rất nguy cấp           | 100              | Ukraina    |
| Toàn bộ   | Ngôn ngữ Kipchak      | Bình thường            | 31.300.000       | Kazakhstan |

## Đặc điểm ngôn ngữ
Nhóm ngôn ngữ Kipchak chia sẻ một số đặc điểm đã khiến các nhà ngôn ngữ học phân loại chúng với nhau. Một số đặc điểm được chia sẻ với các ngôn ngữ Turk thông thường khác; những đặc điểm còn lại chỉ có ở nhóm Kipchak.

## Phân loại
Nhóm ngôn ngữ Kipchak có thể được chia thành bốn nhóm con, dựa trên địa lý và các đặc điểm có chung:  Ngôn ngữ in đậm vẫn được sử dụng cho đến ngày nay. 
| Ngôn ngữ Turk nguyên thủy | Ngôn ngữ Turk thường | Kipchak | Kipchak-Bulgar (Ural, Ural-Caspia) | - Bashkir - Tatar                                                             |
| Ngôn ngữ Turk nguyên thủy | Ngôn ngữ Turk thường | Kipchak | Kipchak-Cuman (Pontic-Caspia)      | - Karachay-Balkar - Kumyk - Karaim - Krymchak - Urum * - Tatar Krym * - Cuman |
| Ngôn ngữ Turk nguyên thủy | Ngôn ngữ Turk thường | Kipchak | Kipchak-Nogai (Aral-Caspia)        | - Kazakh - Karakalpak - Tatar Siberia - Nogai                                 |
| Ngôn ngữ Turk nguyên thủy | Ngôn ngữ Turk thường | Kipchak | Kipchak Kyrgyz (Kyrgyz)            | - Kyrgyz                                                                      |
| Ngôn ngữ Turk nguyên thủy | Ngôn ngữ Turk thường | Kipchak | Kipchak Nam                        | - Kipchak Fergana                                                             |

* Lưu ý: Gốc Kipchak-Cuman, nhưng chịu ảnh hưởng nặng nề bởi các ngôn ngữ Oghuz.